# Joe Kidd
Joe Kidd (titlul original: în engleză Joe Kidd) este un film de aventuri western american, realizat în 1972 de regizorul John Sturges, protagoniști fiind actorii Clint Eastwood, Robert Duvall, John Saxon și Stella Garcia.

## Distribuție
- Clint Eastwood – Joe Kidd
- Robert Duvall – Frank Harlan
- John Saxon – Luis Chama
- Don Stroud – Lamarr Simms
- Stella Garcia – Helen Sanchez
- James Wainwright – Olin Mingo
- Paul Koslo – Roy Gannon
- Gregory Walcott – Sinola County Sheriff Bob Mitchell
- Dick Van Patten – managerul hotelului
- Lynne Marta – Elma
- John Carter – judecătorul
- Pepe Hern – preotul
- Joaquín Martínez – Manolo
- Ron Soble – Ramon
- Pepe Callahan – "Naco"
- Clint Ritchie – deputatul Calvin